# Delírio
Delírio (às vezes denominado delusão) é uma crença errada mantida com grande convicção. É um sintoma que ocorre com frequência em transtornos psicóticos como na esquizofrenia no transtorno delirante persistente, nos episódios maníacos do transtorno bipolar ou na depressão psicótica. Podem ser classificados como delírios persecutórios, delírios de grandeza, ciúme patológico, delírios somatoformes, delírios amorosos ou um misto desses.
Delírios ocorrem tipicamente no contexto de doenças mentais ou neurológicas, embora não estejam ligados a qualquer moléstia em particular e tenham sido encontradas no contexto de muitos estados patológicos (tanto físicos quanto mentais). Todavia, elas são de particular importância no diagnóstico de desordens psicóticas e particularmente na esquizofrenia.

## Definição psiquiátrica
Embora conceitos não-específicos de loucura estejam em circulação há vários milhares de anos, o psiquiatra e filósofo Karl Jaspers foi o primeiro a definir os três critérios principais para que uma crença seja considerada delirante, em seu livro General Psychopathology:
- Certeza (mantida com absoluta convicção)
- Incorrigibilidade (não passível de mudança por força de contra-argumentação ou prova em contrário)
- Impossibilidade ou falsidade do conteúdo (implausível, bizarro ou patentemente inverídico)

Estes critérios ainda sobrevivem no diagnóstico da psiquiatria moderna. Na edição mais atual do Diagnostic and Statistical Manual of Mental Disorders, o delírio (juízo) é definido como:
"Uma falsa crença baseada em inferência incorreta sobre a realidade externa que é sustentada com firmeza apesar das crenças da quase totalidade das pessoas e apesar do que se constitui em prova incontroversa e óbvia de evidência em contrário. A crença não é aceita ordinariamente pelos outros membros da cultura ou subcultura da pessoa (por exemplo, não é uma questão de fé religiosa)."

## Questões de diagnóstico
A definição moderna e os critérios originais de Jaspers têm sido objeto de críticas, posto que contra-exemplos podem ser encontrados para cada característica definida.
Estudos em pacientes psiquiátricos tem mostrado que os delírios podem variar em intensidade e convicção através do tempo, o que sugere que certeza e incorrigibilidade não são componentes necessários de uma crença delirante.
Delírios não têm necessariamente de ser falsos ou ter "inferência incorreta sobre a realidade externa". Algumas crenças religiosas ou espirituais (tais como "eu acredito na existência de Deus"), incluindo aquelas diagnosticadas como delirantes, podem não ser falsificáveis por sua natureza, e portanto não podem ser descritas como falsas ou incorretas.
Em outras situações, o delírio pode se revelar uma crença real. Por exemplo, o ciúme delirante, onde uma pessoa acredita que seu parceiro está sendo infiel (e pode mesmo segui-lo até o banheiro, acreditando que ele vai ver a amante até nessas mínimas ausências), pode resultar no parceiro fiel ser levado à infidelidade pela tensão constante e sem motivo causada nele pelo parceiro delirante. Neste caso, o delírio não deixa de ser delírio pelo fato do conteúdo ter-se revelado posteriormente como verdadeiro.
Em outros casos, o delírio pode ser assumido como falso pelo médico ou psiquiatra que avalia a crença, porque ele parece ser improvável, bizarro ou mantido com convicção excessiva. Psiquiatras raramente têm tempo ou recursos para conferir a validade das afirmações de uma pessoa levando a que algumas crenças verdadeiras sejam classificadas erroneamente como delirantes. Isto é conhecido como efeito Martha Mitchell, do nome da esposa do secretário de justiça dos EUA que afirmou que atividades ilegais estavam acontecendo na Casa Branca. Na época, suas afirmações foram recebidas como sinais de doença mental, e somente depois que o escândalo de Watergate estourou, comprovou-se que ela tinha razão (e estava sã).
Fatores similares têm levado a críticas sobre a definição de Jaspers de delírios verdadeiros, os quais seriam, finalmente, "incompreensíveis". Críticos (tais como R. D. Laing), têm argumentado que isto leva a que o diagnóstico de delírio seja baseado na compreensão subjetiva de um psiquiatra em particular, o qual pode não ter acesso a toda a informação que poderia tornar uma crença interpretável.
Outra dificuldade com o diagnóstico de delírios é que quase todas estas características podem ser encontradas em crenças "normais". Muitas crenças religiosas contêm exatamente as mesmas características, embora não sejam universalmente consideradas delirantes. De modo semelhante, como Thomas Kuhn demonstrou em The Structure of Scientific Revolutions (seu livro pioneiro sobre a história e sociologia da ciência), cientistas podem manter fortes crenças fixas em teorias científicas apesar de consideráveis evidências em contrário quanto a sua validade.
Estes fatores levaram o psiquiatra Anthony David a notar que "não há uma definição aceitável (em vez de aceita) do que seja delírio". Na prática, psiquiatras tendem a diagnosticar uma crença como delirante se ela é ou patentemente bizarra, causando sofrimento significativo, ou preocupa excessivamente o paciente, especialmente se a pessoa não se deixa influenciar subsequentemente por contraevidências ou argumentos razoáveis.
O pensamento constitui a função da nossa atividade psicológica capaz de orientar e integrar as representações (imagens), bem como os demais dados elaborados pelo conhecimento (ideias) em juízos e em conceitos (concretos ou abstratos). No delírio, os mecanismos associativos do indivíduo desviam-se da realidade ou da lógica, podendo conduzir a juízos e raciocínios anormais e à produção de alucinações, percepções e ideias delirantes - ou seja, conteúdos irreais que se impõem a este indivíduo com uma convicção inabalável.
Emil Kraepelin definia no seu tratado de psiquiatria que "a ideia delirante é uma representação morbidamente falseada, cuja demonstração não se pode comprovar". Esta ideia, ou conjunto de ideias, não é acessível ao raciocínio e argumentação lógica nem é modificada pelo confronto com a realidade.

## Características dos delírios
- Resistência e irredutibilidade perante à lógica e à experiência
- Tendência a crescer e a difundir-se por toda a consciência, tornando-se o centro de gravitação da vida do indivíduo
- Falta de consciência da perturbação.

## Classificação dos delírios

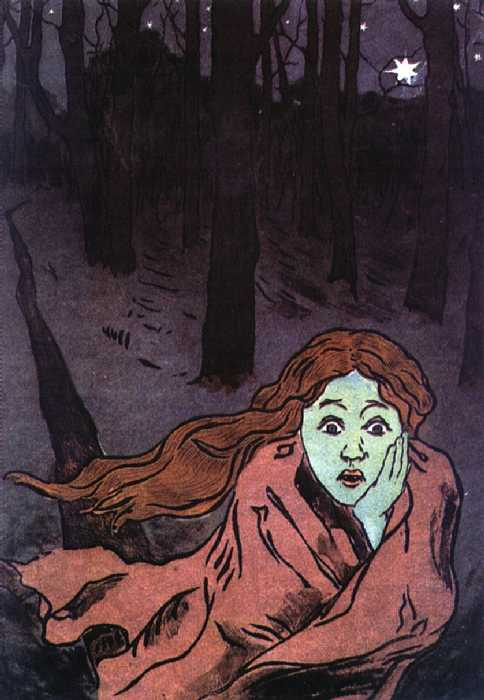
Em delírios de perseguição a pessoa se sente constantemente perseguida por entidades perigosas e por isso tem dificuldade em descansar adequadamente. Caso esse medo seja fundamentado trata-se de um transtorno de ansiedade (Ex: medo de ladrões e estupradores em áreas perigosas) e caso seja mal-fundamentado trata-se provavelmente de psicose (Ex:medo de demônios, aliens, fantasmas...)

Podem ser classificados como primários (que aparecem de forma espontânea) ou secundários (compreende-se o conteúdo do delírio a partir da história pessoal do doente). Por exemplo, uma mulher que não aceita que seu marido a abandonou pode desenvolver a ideia delirante de que ele morreu. Também podem ser classificados pelo tema. Os mais comuns são:
- Delírio de Perseguição ou Paranoia: o mais comum de todos. A pessoa que sofre deste tipo de delírio, está convencida que algo de mal vai acontecer, e que está a ser vítima de uma perseguição. Nestes casos, a pessoa considera que está a ser perseguida por inimigos que lhe querem fazer mal. Este dano pode ser físico ou moral.[13] É mais comum na esquizofrenia paranóide, no distúrbio delirante ou na fase maníaca do Transtorno Afetivo Bipolar, mas podem ocorrer em qualquer transtorno psicótico.

- Delírio de influência ou metacognitivo: o doente crê que seu pensamento é controlado, interceptado ou lido por outra pessoa, um grupo de pessoas ou forças externas. Pode sentir que alguém o controla a distância, ou o contrário, que tem o poder de ler e controlar outras pessoas com o pensamento. Ocorre durante os surtos psicóticos na esquizofrenia.

- Delírio hipocondríaco ou somático: o doente queixa-se de sintomas, deformações ou defeitos físicos apesar de todos exames médicos normais. Pode ocorrer na depressão psicótica ou na hipocondria. Inclui Síndrome de Cotard em que a pessoa tem certeza que já morreu.

- Delírio melancólico ou de ruína é frequente na depressão nervosa psicótica. O doente crê-se ameaçado por acontecimentos irremediáveis e que nada pode fazer para evitar sua ruína ou catástrofe.

- Delírio de grandeza ou megalomaníaco: as pessoas que sofrem deste tipo de delírio consideram-se superiores aos outros em diversos aspectos. Podem considerar-se os reis de todos os seres humanos, que é a única pessoa inteligente que existe no mundo, que é a pessoa mais rica de todas. Consideram-se pessoas especiais, e que a sua existência tem uma grande importância para a humanidade.[14]

- Delírio de ciúme ou celotípico: O doente, por temer uma infidelidade conjugal, cria uma série de racionalizações que o levam para ideias constante de ciúme, apesar da ausência de evidências. Pode constituir situações de grande periculosidade (agressividade e homicídio), sobretudo em alcoólicos.

- Delírio místico: ideias de conteúdo religioso como deuses, anjos, demônios, espíritos e avatares. Inclui o delírio messiâniaco, ou síndrome de Jerusalém, em que a pessoa acredita ser o Messias escolhido por Deus para divulgar sua mensagem. Muitas seitas foram criadas com base em delírios místicos.

- Delirio romântico ou erotomaníaco: a pessoa acredita que outra pessoa, geralmente o médico, psicólogo ou pessoas famosas, estão apaixonados por elas. Por exemplo: um(a) fã fanático que acredita que tem uma relação especial com seu(sua) ídolo(a) e que pequenos gestos inocentes durante as apresentações são expressões de amor especialmente para ele(a).

- Delírio de referência ou autorreferencial: a pessoa acredita que todos eventos estão relacionadas com ela. Exemplo: "O universo conspira para que eu cumpra meu destino".

Outros: reformador, invenção, filiação...
As ideia delirantes isoladas, fragmentárias, surgem em grande número de situações, por exemplo, nas patologias demenciais, em estados confusionais de origem orgânica e em situações de uso de substâncias psicotrópicas.
O delírio, ou conjunto de ideias delirantes, obriga com frequência ao recurso a meios especializados e mesmo ao internamento psiquiátrico.
Apesar de ainda não ser bem conhecida a etiologia bioquímica do delírio existem medicamentos que controlam eficazmente e na maioria dos casos este sintoma.

## Distúrbio delirante no CID-10

### F22 DISTÚRBIOS DELIRANTES PERSISTENTES
F22.0 Distúrbio Delirante
- A. A presença de um delírio ou de um conjunto de delírios relacionados a outros além dos listados como tipicamente esquizofrênicos sob F20G1.1b ou d (ou seja, delírios que são completamente impossíveis ou culturalmente inapropriados). Os exemplos mais comuns são delírios persecutórios, megalomaníacos, hipocondríacos, de ciúme ou eróticos.
- B. O(s) delírio(s) em A deve estar presente durante pelo menos três meses.
- C. Os critérios gerais para esquizofrenia (F20.0 - F20.3) não são preenchidos.
- D. Alucinações persistentes em qualquer modalidade não devem estar presente (porém alucinações auditivas transitórias ou ocasionais que não estejam na terceira pessoa ou fazendo um comentário corrido podem estar presentes).
- E. Se sintomas afetivos encontram-se presentes durante uma parte do episódio, os delírios devem persistir sem mudanças em relação ao conteúdo, na ausência de sintomas de humor.
- F. Critérios de exclusão mais comumente usados: Não deve haver nenhuma evidência de doença cerebral primária ou secundária conforme listado sob F0 ou um distúrbio psicótico devido a uso de substância psicoativa.

Especificação para possíveis subtipos: Os tipos seguintes podem ser especificados, caso se deseje: tipo persecutório; tipo litigioso; tipo autoreferencial; tipo megalomaníaco; tipo hipocondríaco (somático); tipo ciumento; tipo erotomaníaco.
F22.8 Outros distúrbios delirantes persistentes
Esta é uma categoria residual para distúrbios delirantes persistentes que não preenchem os critérios para distúrbios delirantes (F22.0). Distúrbios, nos quais delírios são acompanhados por vozes alucinatórias persistentes ou por sintomas esquizofrênicos insuficientes para satisfazer critérios para esquizofrenia, deveriam ser codificados aqui. Distúrbios delirantes com duração inferior a três meses deveriam, no entanto, ser codificados, pelo menos temporariamente, em F23.
F23 Transtornos psicóticos agudos e transitórios
Inclui transtorno delirantes com duração inferior a três meses.
F24 Transtorno Delirante Induzido
Também conhecido como Folie à deux ("loucura a dois" em francês):
- A. O indivíduo deve acreditar em um delírio originalmente desenvolvido por alguém mais, com outro distúrbio psicótico.
- B. As duas pessoas devem ter um relacionamento muito próximo e estar relativamente isoladas.
- C. O indivíduo não deve ter mantido a crença em questão antes do contato com a outra pessoa e não deve ter sofrido de nenhum outro distúrbio classificado em F20-F23 no passado

Geralmente são pessoas da mesma família com um vínculo de dependência entre eles. Apenas um deles é realmente psicótico e as ideias delirantes induzidas da vítima desaparecem em poucos dias quando são separados. Por exemplo: Um filho que vive isolado com seu pai paranoico só percebe que eles não estão sendo perseguidos por uma conspiração quando ambos são internados em quatros diferentes do hospital. As ideias delirantes do pai podem desaparecer com antipsicóticos enquanto as do filho desaparecem mesmo sem remédios.